# سیستم حیاتی
یک سامانه حیاتی سامانه ای است که می‌بایست علاوه براینکه بدون صرف هزینه زیاد پویا و قابل توسعه باشد می‌بایست تا سطح بسیار بالایی قابل اطمینان باشد.
به شکل کلی سامانه‌های حیاتی به چهار دسته کلی تقسیم‌بندی می‌شوند: سامانه حیاتی برای تأمین ایمنی، سامانه حیاتی برای عملیات، سامانه حیاتی امور بازرگانی، سامانه حیاتی برای تأمین امنیت

## توصیف کلی
به منظور ساخت و توسعه سامانه‌های حیاتی باید متدها و تکنیک‌های معتبر و قابل اعتماد مورد استفاده قرار بگیرند. به همین دلیل سامانه‌های حیاتی با استفاده از تکنیک‌های توسعه می‌یابند که از هر جهت مورد آزمون قرار گرفته باشند و از استفاده از تکنینک‌های جدید که تجربه آزمون بلند مدت را نداشته باشند خودداری می‌شود. به منظور توسعه چنین سامانه هایی از متخصصینی استفاده می‌شود که به لحاظ ذاتی و رفتاری محافظه کار هستند و ترجیح می‌دهند به جای استفاده از تکنیک‌های به روز که به نظر بهتر می‌آیند اما مشکلات استفاده بلند مدت از آنها هنوز شناسایی نشده‌اند، از روش‌هایی استفاده کنند که به دلیل قدمت این روش‌ها نقاط قوت و ضعف این روش‌ها به شکل کامل مشهود بوده و شناسایی شده‌اند.
گاهی تکنیک‌های مهندسی نرم‌افزار پر هزینه که برای سامانه‌های غیر حیاتی به صرفه نیستند، برای توسعه و تولید سامانه‌های حیاتی به کار گرفته می‌شوند. به عنوان نمونه روش‌های صوری توسعه نرم‌افزار به شکل موفقیت‌آمیزی برای توسعه سامانه های حیاتی امنیتی و ایمنی مورد استفاده قرار می‌گیرند. یکی از دلایل استفاده از روش‌های صوری این است که میزان نیاز به تست را کاهش می‌دهند. برای سامانه‌های حیاتی هزینه ارزیابی و اعتبار سنجی به شکل کلی بسیار بالا هستند - بیشتر از ۵۰٪ کل هزینه‌های تولید چنین سامانه هایی.

## دسته‌بندی
دسته‌بندی یک سامانه حیاتی بر مبنای پی آمدهایی صورت می‌گیرد که در صورت نبود یا عدم عملکرد صحیح آن سامانه صورت خواهد پذیرفت. بر همین اساس، سامانه های حیاتی به دو دسته کلی «عملگر توأم با خطا» و «غیر عملگر در صورت خطا» تقسیم‌بندی می‌شوند.
- عملگر توأم با خطا: این قبیل سامانه ها نه تنها می‌بایست در شرایط بهینه به شکل صحیح عمل کنند (آنچه انتظار می‌رود)، بلکه می‌بایست در صورت فرسایش سامانه و اخلال در بخشی از سامانه نیز به فعالیت خود ادامه دهند. به عنوان مثال سامانه های کنترل یک هواپیما می‌بایست «عملگر توأم با خطا» باشند چراکه حتی در شرایط غیر متعارف نیز باید هواپیما قادر به پرواز کردن و کنترل باشد.
- غیر عملگر در صورت خطا: از این سامانه ها انتظار می‌رود که در صورت بروز یک یا چند خطا به شکل ایمن و برازنده خاموش شوند. سامانه کنترل قطار از این دست سامانه ها است چرا که تنها متوقف کردن قطار در اکثر موارد برای قرار دادن قطار در حالت ایمن کافی است.

### سامانه حیاتی برای تأمین ایمنی
سامانه های حیاتی برای تمین ایمنی به سناریوها و شرایطی سر و کار دارند که می‌توانند منجر به از بین رفتن حیات، وارد آمدن آسیب جدی به افراد، یا آسیب به محیط زیست شود. از این قبیل سامانه های می‌توان به سامانه کنترل مربوط به کارخانه تولید مواد شیمیایی حساس، هواپیما، یا سامانه کنترل سامانه ریلی بدون راننده مترو شهری، یا مدارات کنترل نیروگاه‌های هسته ای اشاره کرد.

### سامانه حیاتی برای عملیات
این قبیل سامانه ها برای حصول اطمینان از اتمام یا کامل شدن مأموریت محوله یا رسیدن به نتیجه مطلوب استفاده می‌شود. این نمونه از سامانه‌های حیاتی را می‌توان در مدارات کنترل فضاپیما یا سامانه تحویل بار خودکار در فرودگاه‌ها مشاهده نمود.

### سامانه حیاتی امور بازرگانی
این سامانه‌ها به این منظور طراحی می‌شوند که از به وجود آمدن هزینه‌های سنگین اقتصادی مانند از بین رفتن کسب و کار تجاری به شکل کامل، یا وارد آمدن آسیب به شهرت یک کسب و کار جلوگیری کند. این موارد در اغلب اوقات به دلیل غیرقابل استفاده بودن سامانه به وجود می‌آیند. این قبیل سامانه‌ها را می‌توان در سامانه مدیریت حساب بانکی افراد، سامانه‌های خرید و فروش ارز و بورس، سامانه‌های برنامه‌ریزی منابع سازمانی یک شرکت، یا موتورهای جستجو مشاهده نمود.

### سامانه حیاتی برای تأمین امنیت
این سامانه‌ها به منظور پیشگیری از از دست رفتن داده‌ها و اطلاعات رایانه ای به دلیل دستبرد رایانه ای یا سایر حوادث طراحی و استفاده می‌شوند.